# Metro 2035
Metro 2035 (în rusă Метро 2035) este un roman post apocaliptic scris de Dmitri Gluhovski. Este o continuare a Metro 2033, setată însă după evenimentele din Metro 2034, și este parțial inspirată de Metro: Last Light. Romanul a fost publicat în Rusia pe 12 iunie 2015.